# Леді з Шанхаю
«Леді з Шанхаю» (англ. The Lady from Shanghai) — класичний американський фільм-нуар 1947 року поставлений режисером Орсоном Веллсом за романом Шервуда Кінга. Головні ролі виконали сам режисер та його дружина Ріта Гейворт.

## Сюжет
Безробітний ірландський моряк Майкл О'Хара, гігант з обличчям дитини, прогулюючись безлюдною алеєю Центрального парку Нью-Йорка, рятує беззахисну прекрасну блондинку від нападу бандитів. Прекрасна дівчина Розалі Банністер — росіянка, родом із Шанхаю, — пропонує Майклу роботу на яхті свого чоловіка — каліки Артура Банністера, успішного адвоката. Вражений незвичайною красою дівчини, Майкл тут же погоджується на її пропозицію, хоча в душі відчуває, що тут щось недобре. І він виявляється правим, бо дорогою до Сан-Франциско діловий партнер Артура Грізбі пропонує Майклу дуже вигідну, але абсолютно неоднозначну пропозицію. Він просить допомогти йому інсценувати своє вбивство, щоб пізніше зникнути, отримавши за свою смерть хорошу страховку. Майклу обіцяно суму у розмірі п'яти тисяч доларів, яка для звичайного моряка є нечуваним багатством. Хлопець дає свою згоду, навіть не усвідомлюючи, що цим він підписав собі смертний вирок.

## В ролях
| Ріта Гейворт   | ···· | Ельза Банністер            |
| Орсон Веллс    | ···· | Майкл О'Хара               |
| Еверетт Слоун  | ···· | Артур Банністер            |
| Ґленн Андерс   | ···· | Джордж Грізбі              |
| Тед де Корсіа  | ···· | Сідні Брум                 |
| Ерскін Сенфорд | ···· | суддя                      |
| Гус Шиллінг    | ···· | «Голді» Голдфіш            |
| Карл Франк     | ···· | окружний прокурор Галловей |
| Луїс Меррілл   | ···· | Джейк                      |
| Евелін Елліс   | ···· | Бессі                      |
| Гаррі Шеннон   | ···· | водій таксі                |

## Робота над фільмом
Про обставини, Уеллса, що спонукали, на зйомки фільму, свідчення різняться. Сам Уеллс розповідав, що став режисером цього фільму майже випадково. Йому терміново потрібні були гроші на завершення роботи над мюзиклом «Навколо світу за 80 днів», і в обмін на необхідну суму він погодився безкоштовно зняти для Columbia Pictures фільм на будь-який вибраний ними сюжет. Результат не сподобався голлівудським ділкам, і вони наполягли на тому, щоб вирізати з фільму більше години екранного часу. Проте і в такому вигляді картина провалилася в прокаті. Критики скаржилися на те, що «фірмові штучки» Уеллса, його нестандартні візуальні рішення відволікають від слідування оповіді. Після провалу «Леді з Шанхаю» режисер потрапив до «чорного списку» Голлівуду. Провал фільму пришвидшив його розлучення з Гейворт. Пройшло двадцять років, перш ніж фільм було визнано однією з вершин голлівудського нуару, а сюрреалістична перестрілка у повній дзеркал кімнаті сміху — «однією з найефектніших сцен світового кіно» (Андрій Плахов).

## Жанр
Американський кінокритик Дейв Кер назвав «Леді з Шанхаю» єдиною серед класичних нуарів комедією. Уперше в історії нуару дія переноситься до екзотичних південних країн (пізніше кінокритики придумають для таких нуарів назву сонячних film soleil). Але навіть в розпечених сонцем тропіках героїв не полишає відчуття близькості смерті.

## Кіномова
Фільм «Леді з Шанхаю» увійшов в історію кіно не лише за свою жанрову своєрідність, але й завдяки метафоричній кіномові. Дійові особи уподібнюються то акулам, то крокодилам. Пітніючий у тропіках Грізбі нагадує велетенську рептилію, а його партнер Банністер не стільки ходить, скільки повзає. Розалі — фатальна жінка, яка утілює віроломство, оманливість і злодійство. Режисер дотепно натякає на її справжню суть, коли під час любовної сцени в акваріумі повз неї пропливає велетенський спрут. У традиції німецького експресіонізму місця дії заримовані з внутрішнім станом героїв, а рухи камери й глибина зйомки вражають віртуозністю. Заплутаність ситуації, в яку дозволив заманити себе головний герой, символізують сюрреалістичні тенета в лабіринті покинутого цирку, де він ув'язнений.